# Jardín de Lirios de Tokorozawa
El Jardín de Lirios de Tokorozawa en japonés: ゆり園, Yuri-en, es un jardín botánico de 30.000 m² de extensión administrado por la "Corporación de Ferrocarriles Seibu" en Tokorozawa, Prefectura de Saitama, Japón. 

## Localización
Se encuentra enclavado en el parque natural Yunesuko 村 "lirio de los jardines" en 359-1153 上山口 Tokorozawa, prefectura de Saitama, 2227 Japón. 
Se abre solamente de mediados de mayo hasta principios de julio; se cobra una tarifa de entrada. Horario de 09:00 a 17:00 (última admisión a las 16:30)
Transporte 
- Línea Sayama Yamaguchi línea Seibu, a pie desde 西武球场前 unos 3 minutos
- A unos 12 km de distancia de la autopista de Intercambio Tokorozawa - Kanetsu próximo a Iruma.

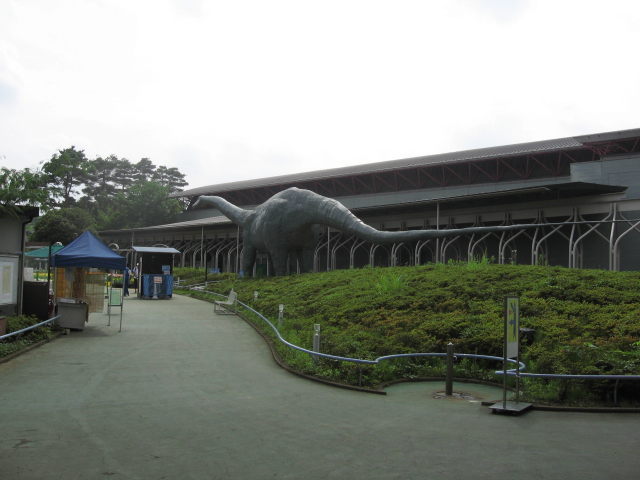
Réplica de un dinosaurio del antiguo parque de atracciones que se ubicaba en el lugar.

## Historia
El 16 de septiembre de 1951 se abrió en la zona el parque de atracciones "Yunesuko" tras la apertura del ferrocarril de Seibu, para celebrar la entrada de Japón como uno de los Estados miembros de la UNESCO. 
En 1984 se inauguró la estación término de Yunesuko 村. Poco después en 1985 se abrió la línea de intercambio Seibu Yamaguchi de trenes maravillas (alta velocidad) y se decidió suspender la estación de Yunesuko. 
El 4 de noviembre de 1990 después de 39 años de historia cesaron las actividades el parque de atracciones de Yunesuko.
El 22 de diciembre de 1993 comenzaron a funcionar de nuevo parte de sus instalaciones reconvertidas como una gran exhibición expedición al mundo de los dinosaurios «Salón de Exploradores Yunesuko».
Fue abierto al público el 4 de junio del 2005 el Parque Explorando la naturaleza, Yunesuko 村 "lirio de los jardines" como un negocio comercial. 
El 30 de septiembre de 2006 se produce el cese de actividades del "Salón de Exploradores Yunesuko", el uso del sitio aún no está decidido y sigue permaneciendo como un recordatorio una gran réplica de un dinosaurio.

## Colecciones

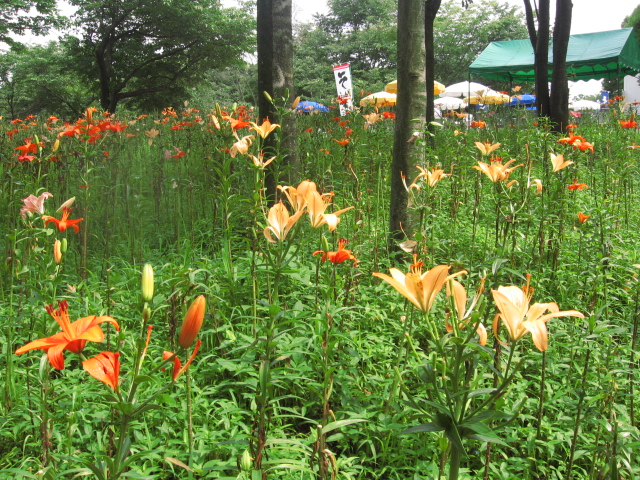
Las azucenas silvestres del jardín.

Este jardín botánico es muy conocido en Japón por sus colecciones, de "lirios silvestres" también llamados azucenas silvestres sobre todo de Sukashiyuri (Lilium pensylvanicum) con unos 50 variedades e híbridos y con unos 45 millones de plantas. 
Hay dos tipos de senderos para caminar, mirar y disfrutar de un baño de flores. 
El parque alberga también un lugar de descanso para las familias. 